# Jo Walhout

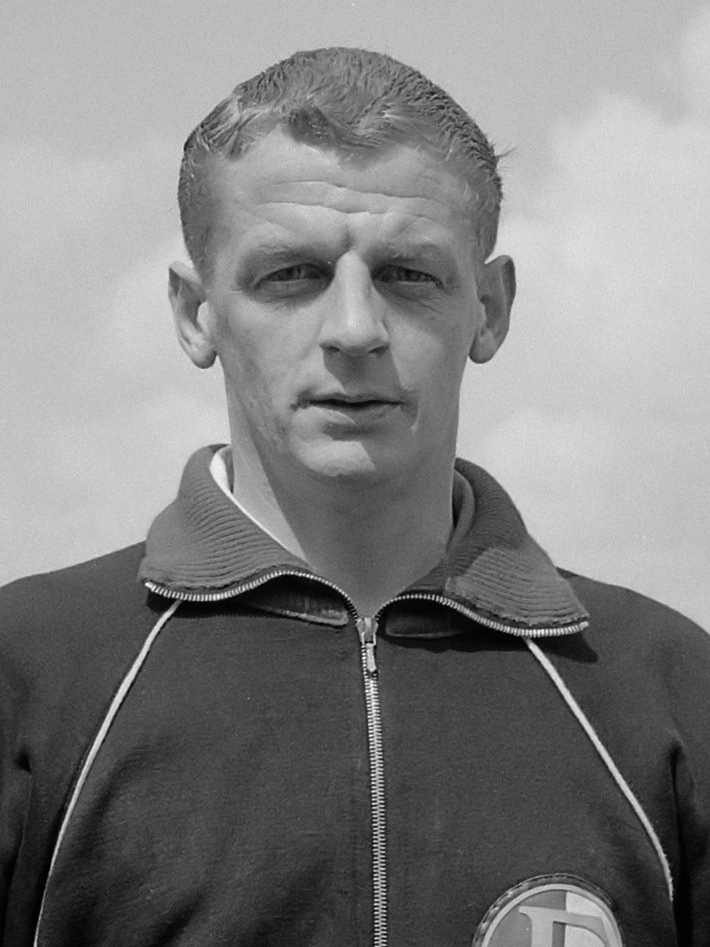
Jo Walhout (1961)

Johannes ("Jo") Adrianus Walhout (Tilburg, 2 juni 1930 – 19 april 1997) was een Nederlands profvoetballer. De centrumverdediger speelde betaald voetbal bij achtereenvolgens NOAD, Feyenoord en Willem II.

## Sportieve loopbaan

### Prof
Walhout werd op zijn 28e door Feyenoord weggeplukt bij de Tilburgse eredivisieclub NOAD, waarna hij met de Rotterdammers in het seizoen 1960/61 landskampioen werd. Het jaar daarop keerde hij terug naar zijn geboorteplaats, ditmaals om bij Willem II te spelen. Met de Tricolores won Walhout in 1962/63 de KNVB beker, terwijl het team hetzelfde seizoen degradeerde uit de eredivisie.
De Tilburger kwam vier keer uit voor het Nederlands B-voetbalelftal. Voor 'het grote Oranje' werd hij door zowel George Hardwick als Elek Schwartz geselecteerd, maar kwam hij er nooit voor in actie.
Walhout speelde in 1963 twee keer met Willem II voor de UEFA Cup. Daarin werd zijn ploeg in de eerste ronde uitgeschakeld door Manchester United FC (1-1 en 6-1 verlies).

### Amateur
Walhout keerde na zijn tijd bij Willem II terug naar NOAD. Walhout speelde er eerder van zijn negende tot zijn 28e, wat het meer dan elke andere vereniging 'zijn' club maakte. Vanaf zijn zeventiende jaar maakte hij bij NOAD deel uit van het eerste team, dan nog als rechtsvoor. In de zomer van 1954 tekende Walhout een contract bij de "wilde" profclub BVC Den Haag, wat hem vijftig gulden per week opleverde. Hij kwam voor die club niet in wedstrijden uit. Toen NOAD eind augustus tot het profvoetbal toetrad, kwam hij mondeling tot een akkoord met die club. BVC Den Haag spande een rechtszaak aan, die Walhout verloor, wat hem geld kostte.

## Clubs
| Seizoen  | Club      | Competitie | Wedstrijden | Doelpunten |
| -------- | --------- | ---------- | ----------- | ---------- |
| 1956-'58 | NOAD      | Eredivisie | 67          | 0          |
| 1958-'61 | Feyenoord | Eredivisie | 106         | 0          |
| 1961-'63 | Willem II | Eredivisie | 50          | 1          |